# Оксид вольфрама(VI)
Окси́д вольфра́ма(VI) (другие используемые названия — триоксид вольфрама, трёхокись вольфрама, вольфрамовый ангидрид, ангидрид вольфрамовой кислоты́) {\displaystyle {\ce {WO3}}} — бинарное химическое соединение кислорода и переходного металла вольфрама.
Обладает кислотными свойствами.

## Свойства

### Физические
Мелкокристаллический порошок лимонно-жёлтого цвета. Плотность 7,2—7,4 г/см³. Температура плавления 1470 °C, температура кипения 1700 °С.
Кристаллическая структура соединения зависит от температуры. Устойчивая моноклинная до −27 °C, триклинная в диапазоне температур от −27 до 20 °C, моноклинная от 20 до 339 °C, ромбическая от 339 до 740 °C, тетрагональная при температуре от 740 до 1470 °C.
При температуре выше 800 °C заметно возгоняется, в газовой фазе существует в виде ди-, три- и тетрамеров.

### Химические
В воде и минеральных кислотах (за исключением фтороводородной кислоты) практически не растворяется. До металла может быть восстановлен водородом при температуре 700—900 °C, углеродом при температуре 1000 °C или другими металлами:
{\displaystyle {\ce {2 WO3 + 3 C -> 2 W + 3 CO2}}};
{\displaystyle {\ce {WO3 + 3 H2 -> W + 3 H2O}}};
{\displaystyle {\ce {4 WO3 + 9 Fe -> 4 W + 3 Fe3O4}}};
{\displaystyle {\ce {W O3 + 2Al -> W + Al2 O3}}}.

## Получение
Триоксид вольфрама получают термическим разложением гидрата {\displaystyle {\ce {WO3.H2O}}} (вольфрамовой кислоты) или паравольфрамата аммония {\displaystyle {\ce {(NH4)10[H2W12O42].4H2O}}} при температуре 500—800 °C.
{\displaystyle {\ce {WO3.H2O -> WO3 + H2O}}};
{\displaystyle {\ce {(NH4)10[H2W12O42].4H2O -> 12WO3 + 10NH3 + 11H2O}}}.
Или из вольфрамата кальция (минерал шеелит) действием соляной кислоты с последующим разложением образующейся вольфрамовой кислоты:
{\displaystyle {\ce {CaWO4 + 2HCl -> CaCl2 + H2WO4}}},
{\displaystyle {\ce {H2WO4 -> H2O + WO3}}}.
Другой способ получения — окисление металлического вольфрама в атмосфере кислорода или на воздухе при температуре выше 500 °C. Эта реакция происходит при включении потерявшей герметичность лампы накаливания, триоксид вольфрама при этом оседает на внутренних стенках колбы лампы в виде светло-жёлтого налёта:
{\displaystyle {\ce {2W + 3O2 ->2WO3}}}.

## Применение
Триоксид вольфрама применяется для получения карбидов и галогенидов вольфрама, металлического вольфрама.
Из-за насыщенного жёлтого цвета применяется в качестве жёлтого пигмента для придания цвета стеклу и керамике.
Для придания огнестойкости тканям.
Используется в датчиках газоанализаторов на озон.
Используется в производстве сцинтилляторов и люминофоров содержащих вольфраматы бария или стронция.
В последние время триоксид вольфрама нашёл применение в производстве электрохромного оконного стекла. Светопропускание застеклённых таким стеклом окон можно варьировать изменяя управляющее электрическое напряжение, прикладываемое к плёнке электрофотохромного материала.
Также применяется в качестве катализатора гидрогенизации при крекинга углеводородов.